# بوبکر بری
بوبکر بری (انگلیسی: Boubacar Barry؛ زاده ۳۰ دسامبر ۱۹۷۹) یک بازیکن فوتبال است.
وی همچنین در تیم‌های ملی فوتبال ساحل عاج ساحل عاج بازی کرده‌است.